# Gregorio Torres Quintero
Gregorio Torres Quintero (Las Palmas, Colima, 25 de mayo de 1866 - Ciudad de México, 28 de enero de 1934) fue un profesor, pedagogo, cuentista, e innovador en sistemas de enseñanza, mexicano.

## Estudios y docencia
Realizó sus estudios en el Liceo de Varones de Colima y se tituló como preceptor en 1883. Después de impartir clases en escuelas colimenses durante cuatro años, en 1888 decidió continuar sus estudios en la Ciudad de México en la Escuela Normal de Maestros a través de una beca que le proporcionó el gobierno del Estado. Fue discípulo de Enrique C. Rébsamen.

## Actividades en Colima
En 1892, regresó a Colima y fundó la Escuela Modelo de enseñanza primaria, normal y de preceptores. Fue director de la Escuela Porfirio Díaz y por un corto período fue jefe y director de la Instrucción Pública.

## Actividades en México
En México, a partir de 1904 fue jefe de Enseñanza de Primaria y Normal. De 1910 a 1911 fue vicepresidente y presidente del Congreso Nacional de Educación Primaria.
Fue catedrático de la Escuela Nacional Preparatoria y de la Escuela Normal de Maestros. Fue consejero de la Secretaría de Educación Pública.
Por orden del último secretario de instrucción pública en el gobierno de Porfirio Díaz, Jorge Vera Estañol, elaboró la Ley de Instrucción Rudimentaria, misma que priorizaba la alfabetización y castellanización del pueblo para unificarlo en el idioma nacional, incluso a cambio de perder las lenguas indígenas pues creía eran un obstáculo para la formación del alma nacional y consideraba las dificultades económicas que implicaría la tarea de preservar las lenguas nativas, a las que catalogaba de poca relevancia, con excepción para los anticuarios y lingüistas. Ésta cuestión, lo llevó a crear una rivalidad con el profesor oaxaqueño Abraham Castellanos, quien defendía la poliglosis y la heterogeneidad cultural, así como de dotar a las escuelas´públicas de herramientas propias para aprender el trabajo agrícola y otras labores artesanales.

## Aportaciones

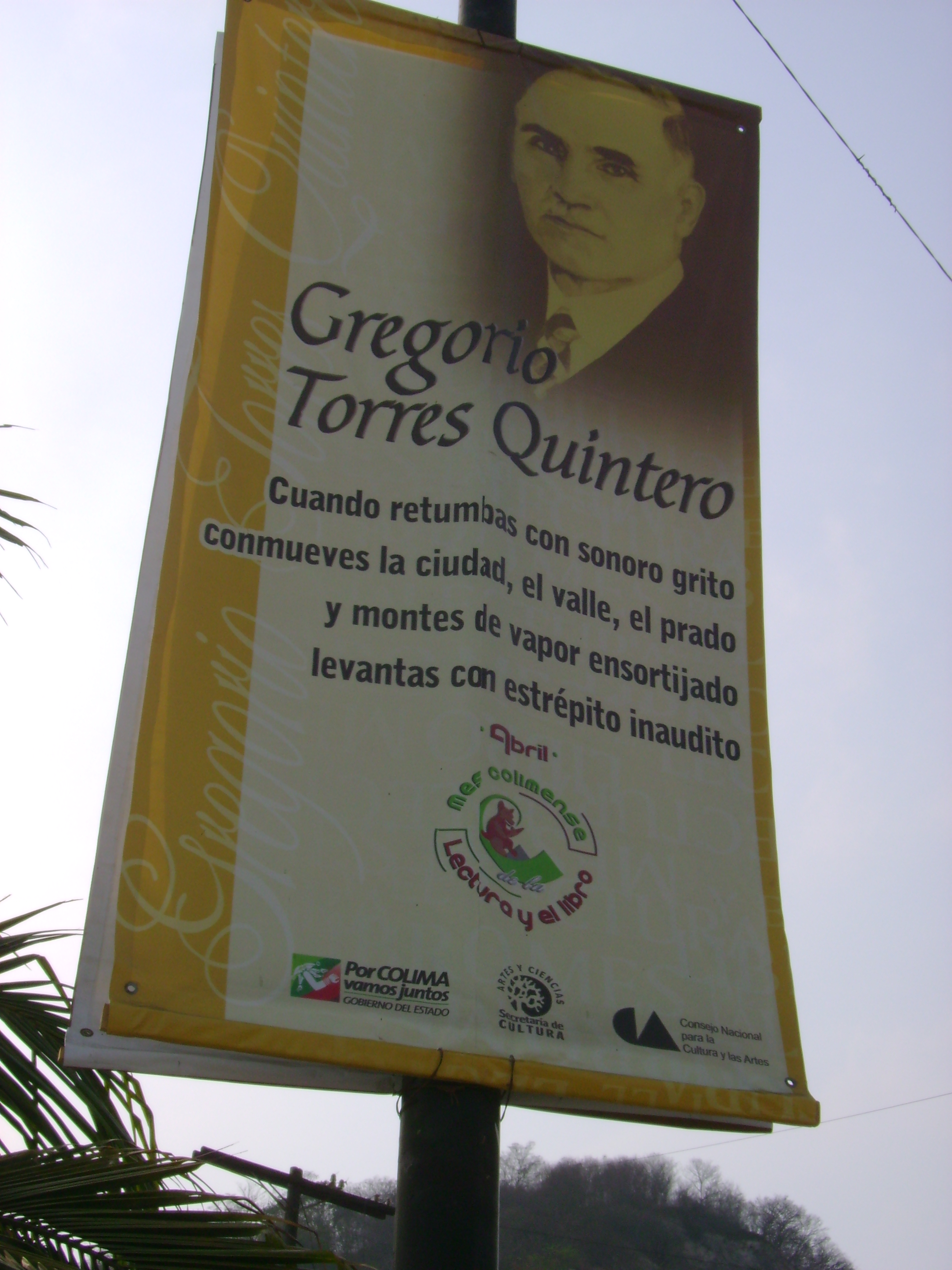
Cartel de Gregorio Torres Quintero en Manzanillo, Colima, con motivo del mes colimense de la lectura.

Llevó a cabo la reforma escolar utilizando su famoso método fonético-onomatopéyico, el cual se basa en los sonidos naturales para conocer las letras, sílabas y palabras.
En 1920, viajó a Estados Unidos para conocer y estudiar las propuestas pedagógicas modernas. A su regreso a México, fue consejero técnico de la Secretaría de Educación durante tres años.

## Escritor y articulista
Retirado de su puesto, escribió más de 30 libros sobre temas pedagógicos, históricos, costumbristas, cuentos, y otros.
Colaboró para las revistas La Educación Moderna, La Educación Contemporánea, Yucatán Escolar, La Enseñanza Primaria y Educación.
Murió en la Ciudad de México el 28 de enero de 1934. Sus restos fueron trasladados a la Rotonda de los Personas Ilustres ubicada en la Ciudad de México en junio de 1981, por decreto del entonces presidente José López Portillo y Pacheco.

## Obras
- Cuentos colimotes
- Descripciones, cuentos y sucedido

- La patria mexicana
- Por las escuelas norteamericanas
- Método onomatopéyico de gramática y lectura
- Mitos aztecas
- Leyendas aztecas
- El lector infantil mexicano
- El lector enciclopédico mexicano
- Una familia de héroes
- Política colimense
- Lector enciclopédico mexicano
- Guía del método onomatopéyico

## Polémica de lugar de origen

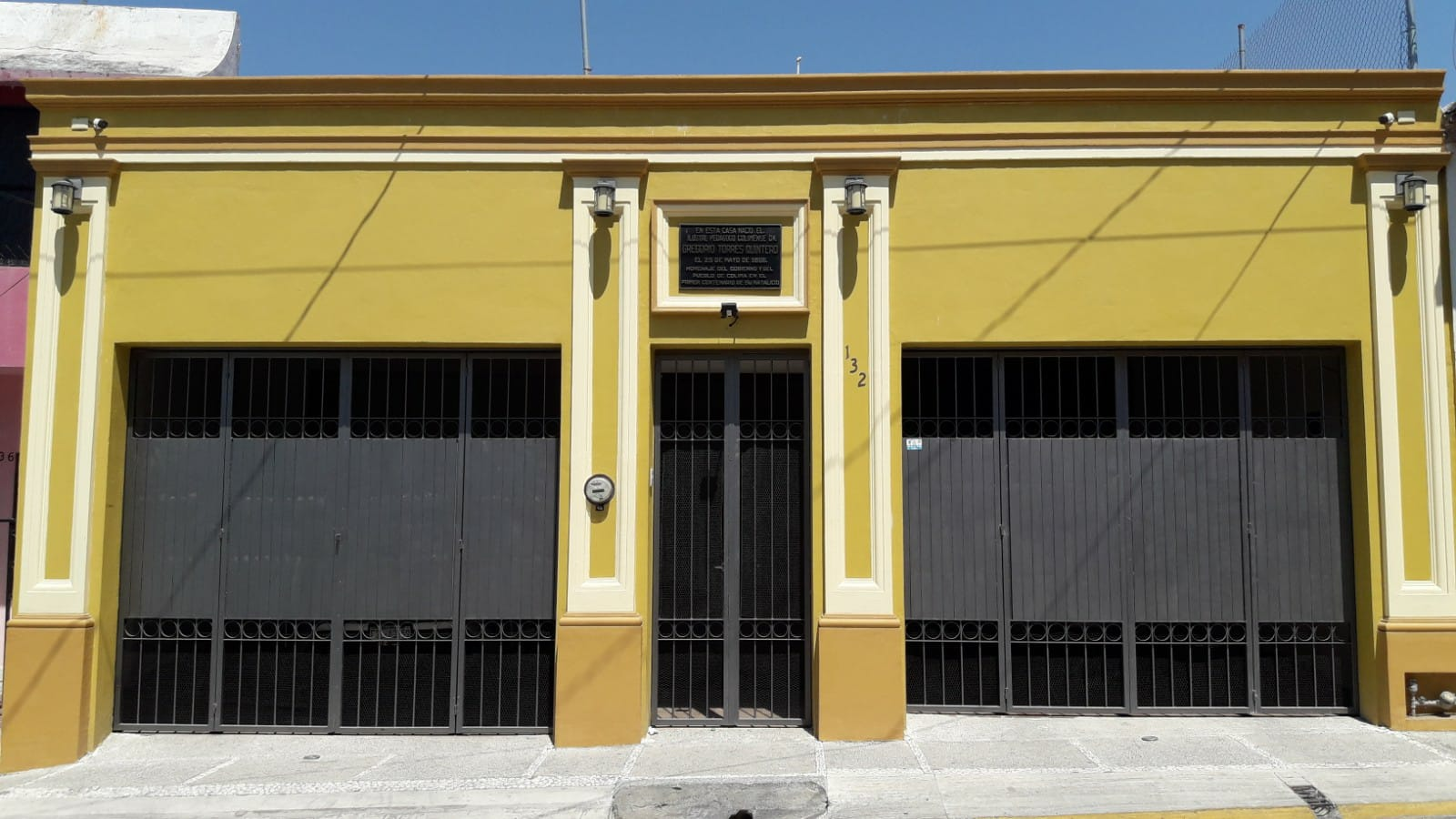
Casa donde nació Gregorio Torres Quintero en la ciudad de Colima, Colima.

Su padre Ramón Torres salió huyendo de Los Reyes, Michoacán por temor de haber herido gravemente a un sacerdote (que por fortuna se recuperó de la golpiza) que embarazó a sus hermanas. Sus parientes le recomendaron que tomara la primera diligencia que saliera y fue por azares del destino, la que iba para Colima. Razón por la que Gregorio Torres Quintero nació en Colima y no en los Reyes, Michoacán.